# 上妻站
上妻站（日语：／ Kōzuma eki */?）是位於福岡縣八女市大字祈禱院，日本國有鐵道（國鐵）矢部線的鐵路車站（廢站）。

## 歷史
- 1945年（昭和20年）12月26日：矢部線全線開通，此一般車站同日啟用[1]。
- 1971年（昭和46年）2月20日：結束貨運和行李起卸業務[2]。同時成為無人車站[3]。
- 1985年（昭和60年）4月1日：隨著矢部線全線被廢除，此站也被廢除[1]。

## 車站構造
此站為無人車站，設有1面1線的單式月台。在車站啟用時設有職員當值和站舍，後來成為無人車站後，站舍被拆毀。月台上設有候車處。

## 車站周邊
車站周邊都是田園地帶，也有團地。

## 現狀
車站遺址變成團地的一部分。

## 其他
在車站遺址前的道路設有愛稱「巴爾比宗之道」。這是為了向久留米市出身的畫家坂本繁二郎的功績致敬（※坂本繁二郎在法國留學回國後，主要在八女市活躍）。當坂本繁二郎過身後，於八女公園一角建立了銅像。

## 相鄰車站
日本國有鐵道（國鐵）
矢部線
今古賀－上妻－山內

## 注腳

## 相關項目
- 日本鐵路車站列表 Ko